# Taharahaus (Schwanfeld)

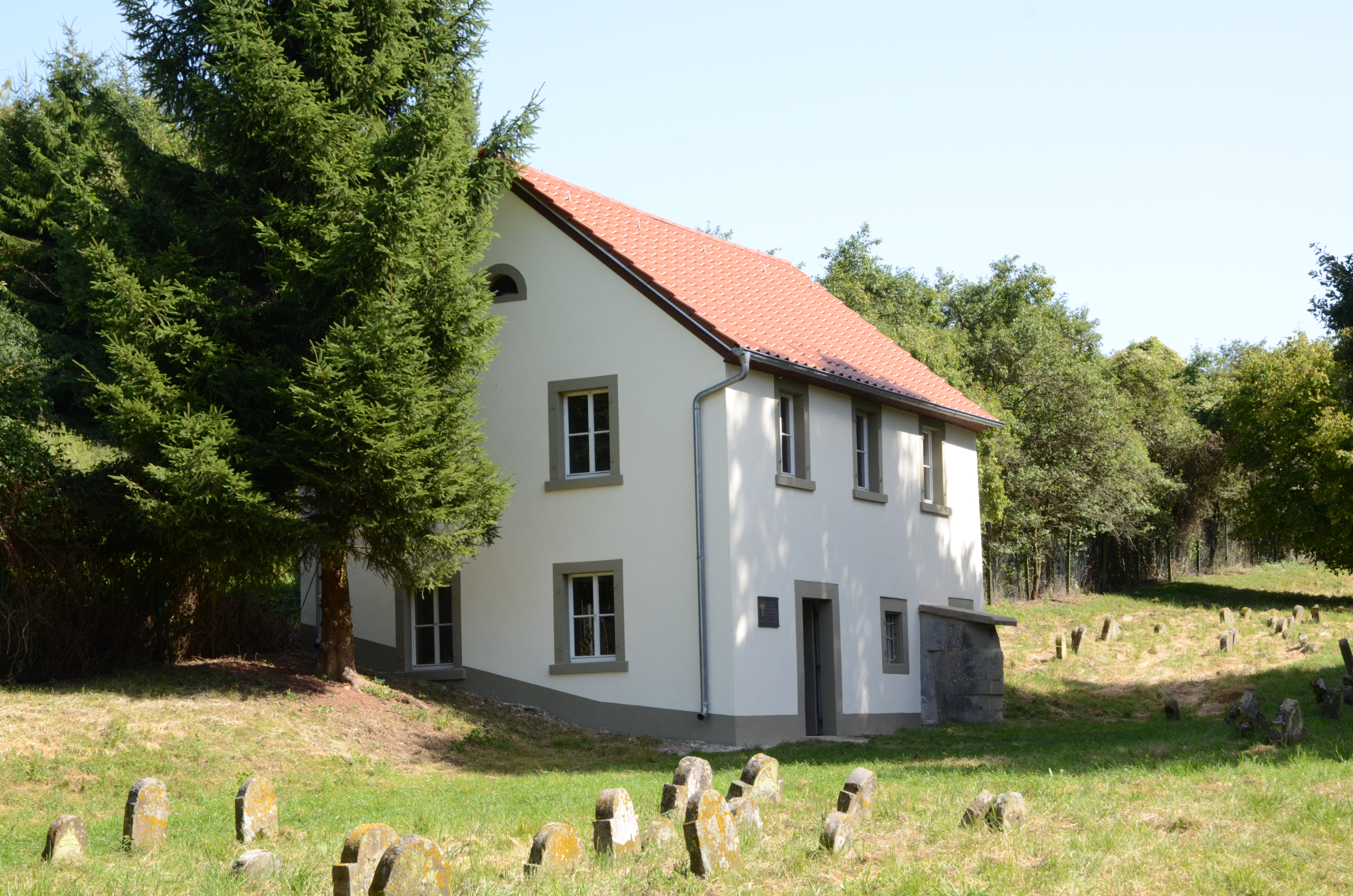
Taharahaus in Schwanfeld

Das Taharahaus auf dem jüdischen Friedhof in Schwanfeld, einer Gemeinde im unterfränkischen Landkreis Schweinfurt (Bayern), wurde in der Mitte des 18. Jahrhunderts errichtet. Das Taharahaus ist ein geschütztes Baudenkmal an der Straße nach Obereisenheim.

## Beschreibung

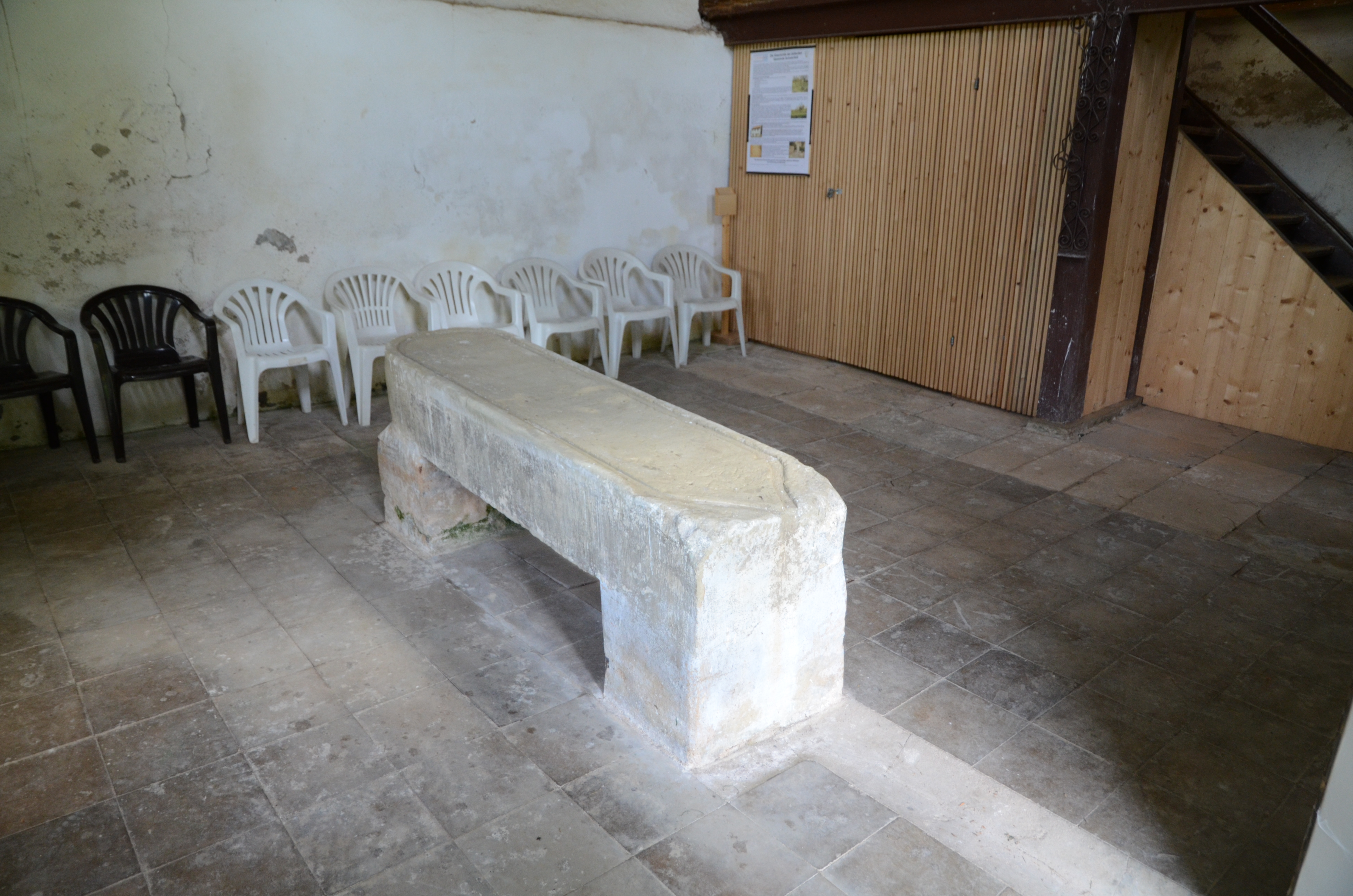
Taharatisch

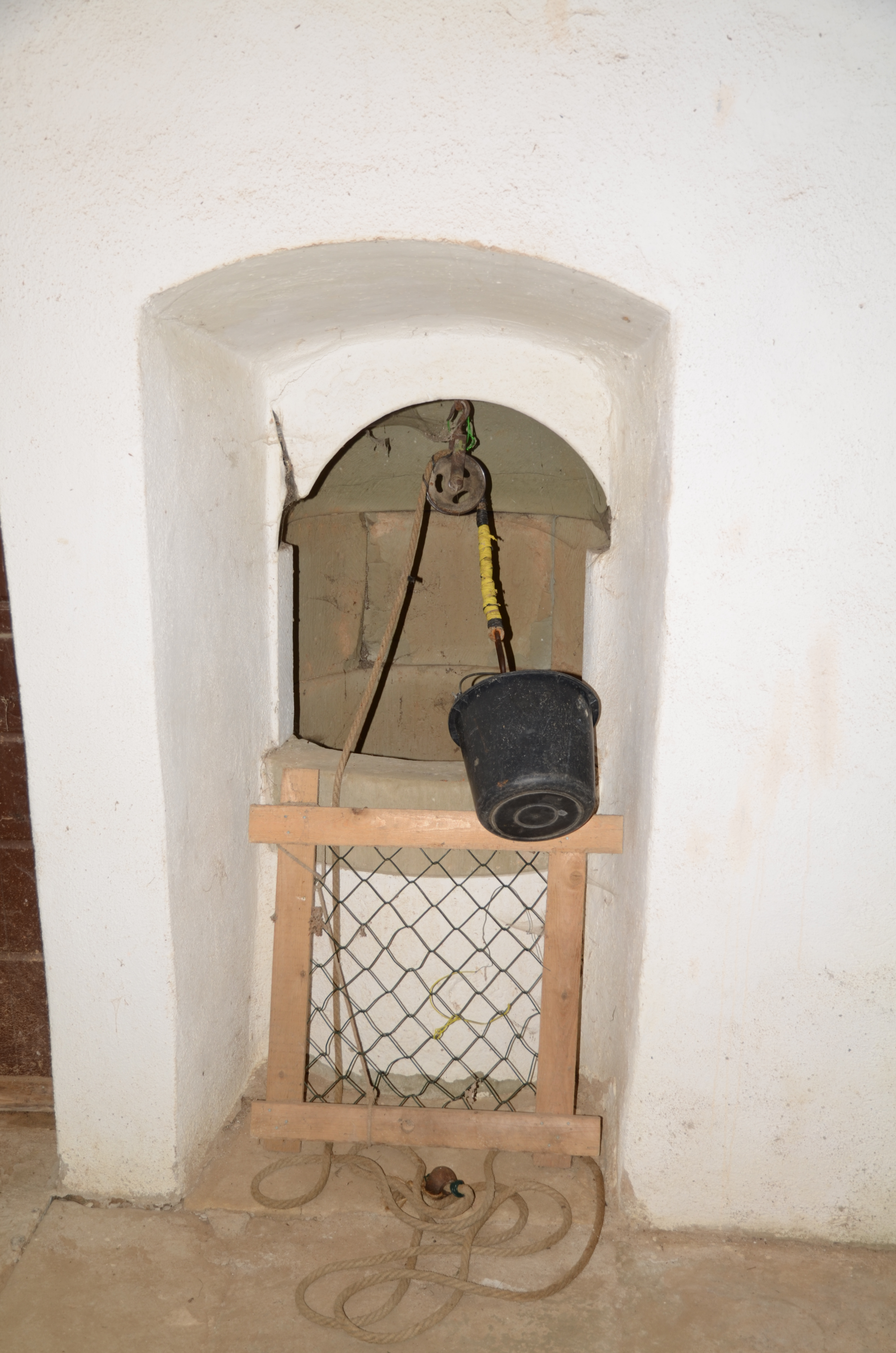
Ziehbrunnen

Das Taharahaus steht am Rande eines Tälchens, in dem der jüdische Friedhof auf einer unregelmäßigen Fläche angelegt wurde. Der Bau auf fast quadratischem Grundriss besaß ursprünglich den Tahararaum im Erdgeschoss und einen Betraum im Obergeschoss. Im Tahararaum ist ein steinerner Taharatisch und ein Ziehbrunnen erhalten.